# Eva Cancik-Kirschbaum
Eva Christiane Cancik-Kirschbaum (* 29. August 1965 in Tübingen) ist eine deutsche Altorientalistin.
Eva Cancik, Tochter von Hubert Cancik und Hildegard Cancik-Lindemaier, besuchte das Tübinger Uhlandgymnasium und studierte danach Altorientalistik, Semitistik, Klassische Archäologie und Vorderasiatische Archäologie in Tübingen, Berlin und Rom. 1994 erfolgte die Promotion mit einer Arbeit zum Thema „Die mittelassyrischen Briefe aus Dur-Katlimmu / Tall Schech Hamad“. Von 1996 bis 2001 war sie Assistentin am Institut für Altorientalistik der Freien Universität Berlin, 2001 bis 2003 Wissenschaftliche Mitarbeiterin im Projekt „Bild, Schrift und Zahl im Kalender“ am Hermann von Helmholtz-Zentrum für Kulturtechnik der Humboldt-Universität zu Berlin. Während dieser Zeit habilitierte sie sich mit der Arbeit „Der König von Assur. Zur Organisation politischer Herrschaft in Assyrien vom 14. – 7. Jh. v. Chr.“ für Altorientalistik und ist seit 2003 Professorin für Altorientalische Philologie und Geschichte am Seminar für Altorientalistik der Freien Universität Berlin. Zudem weilte Cancik-Kirschbaum für einen Forschungsaufenthalt an der École pratique des hautes études in Paris.
Forschungsschwerpunkt Cancik-Kirschbaums sind die Sprache, Geschichte und Kultur der Assyrer sowie Edition von Keilschrifttexten, die Wirtschafts- und Sozialgeschichte sowie politische Geschichte des Alten Orients, die Untersuchungen zum Phänomen „Zeit“ in den altorientalischen Kulturen sowie die altorientalische Wirkungsgeschichte. Außerdem leitet sie mittlerweile das Projekt „Bild, Schrift und Zahl im Kalender“. Cancik-Kirschbaum war von 2000 bis 2006 als stellvertretende Schriftführerin Mitglied im Vorstand der Deutschen Orient-Gesellschaft. 2013 wurde sie zum Mitglied der Berlin-Brandenburgischen Akademie der Wissenschaften gewählt. 2019 wurde sie Mitglied der Academia Europaea.

## Schriften
- Die mittelassyrischen Briefe aus Tall Šēḫ Ḥamad. (= Berichte der Ausgrabung Tall Šēḫ Ḥamad, Dūr-Katlimmu, Band 4), Reimer, Berlin 1996, ISBN 3-496-02586-7.
- Die Assyrer. Geschichte, Gesellschaft, Kultur. (= C.H.Beck Wissen), C. H. Beck, München 2003, ISBN 3-406-50828-6.
  - türkische Ausgabe: Asurlular. tarih, toplum, kültür.  (= Mitoloji, tarih dizisi, Band 3), ILYA, Çamdibi, Izmir 2004, ISBN 975-6249-16-1.
- Herausgeberin mit Sybille Krämer und Rainer Totzke: Schriftbildlichkeit. Wahrnehmbarkeit, Materialität und Operativität von Notationen. (= Schriftbildlichkeit, Band 1), Akademie-Verlag, Berlin 2012, ISBN 978-3-05-005102-4.